# Imposibilidad de la teoría del juego

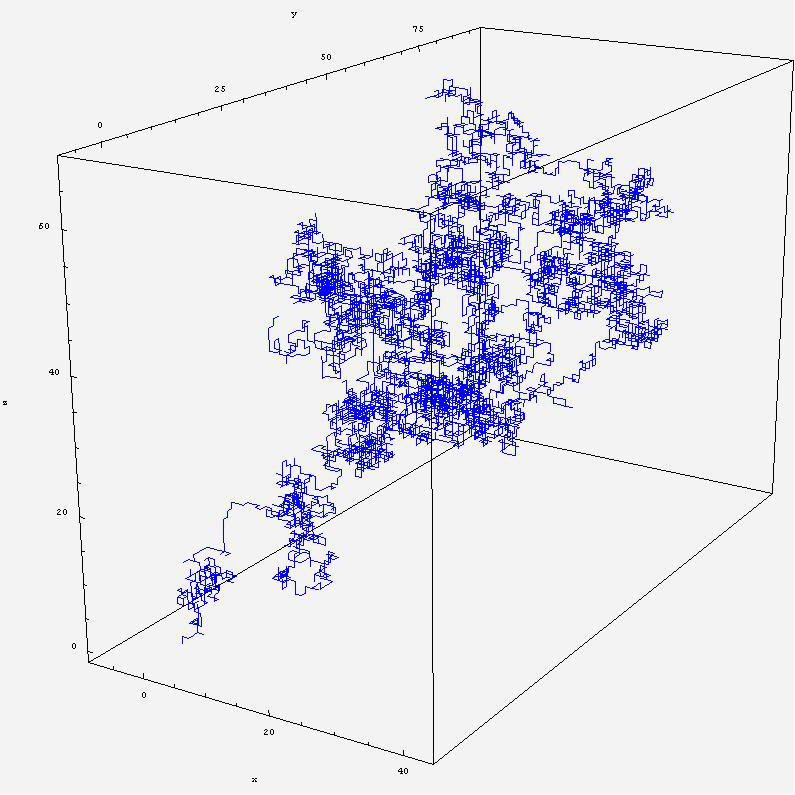
Un camino aleatorio en una red tridimensional cúbica.

El principio de imposibilidad de la teoría de juego es un concepto de la probabilidad y el azar. El mismo afirma que en una secuencia aleatoria, la selección de sub-secuencias no cambian la probabilidad de elementos específicos. Aunque el concepto había sido vagamente discutido en varias formas desde hace algún tiempo, por lo general se le atribuye a Richard von Mises, quién utilizó el término "colectivo" en lugar de secuencia.
Intuitivamente hablando, el principio dice que no es posible seleccionar una sub-secuencia de una secuencia al azar en una forma de mejorar las probabilidades de un evento específico. Por ejemplo, sí una secuencia de moneda es aleatoria con probabilidad y chances independientes de 50/50 para cara o cruz, apostar por cara cada tercer, séptimo o veintundécimo lanzamiento no cambia las probabilidades de ganar en el largo plazo. Richard von Mises comparó el principio de la imposibilidad de la teoría de juego al principio de la conservación de la energía, una ley que no puede ser probada, pero se ha mantenido cierta en repetidos experimentos.
Richard von Mises define una secuencia infinita de ceros y unos como una secuencia al azar, sí no está sesgada por tener la propiedad de estabilidad de frecuencia, es decir, la frecuencia de ceros va a 1/2 y cada sub-secuencia que podamos seleccionar de ella por un método "adecuado" de selección tampoco está sesgada.
El criterio de la selección de sub-secuencia impuesto por Mises es importante, porque aunque 0101010101... no es parcial, mediante la selección de posiciones impares, obtenemos 000000... que no es al azar. Von Mises nunca formalizó totalmente su definición de una norma adecuada para sub-secuencias, pero en 1940 Alonzo Church lo definió como cualquier función recursiva que leyó los primeros elementos N de la secuencia y decide sí quiere seleccionar un número de elemento N+1.
Church fue el pionero en el ámbito de las funciones computables, y la definición que hizo se basó en la Tesis de Church-Turing para la computabilidad.
A mediados de 1960, Andréi Kolmogórov y D. W. Loveland independientemente propusieron una regla de selección más permisiva. En su opinión, la definición de Church era demasiado restrictiva en cuanto a que leía los elementos en orden. En su lugar, propusieron una regla basada en un proceso parcial computable que habiendo leído cualquier elemento N de la secuencia, decide sí se quiere seleccionar otro elemento que no se ha leído todavía.
El principio influyó sobre conceptos modernos en la aleatoriedad, por ejemplo, el trabajo por A. N. Kolmogorov en considerar una secuencia aleatoria finita (con respecto a una clase de sistemas informáticos) sí cualquier programa puede generar la secuencia es al menos tan larga como la propia secuencia.